# Antocha (Antocha) scapularis
Antocha (Antocha) scapularis is een tweevleugelige uit de familie steltmuggen (Limoniidae). De soort komt voor in het Palearctisch en Oriëntaals gebied.